# Jacques Gautier d'Agoty
Pour les articles homonymes, voir Gautier et Dagoty.

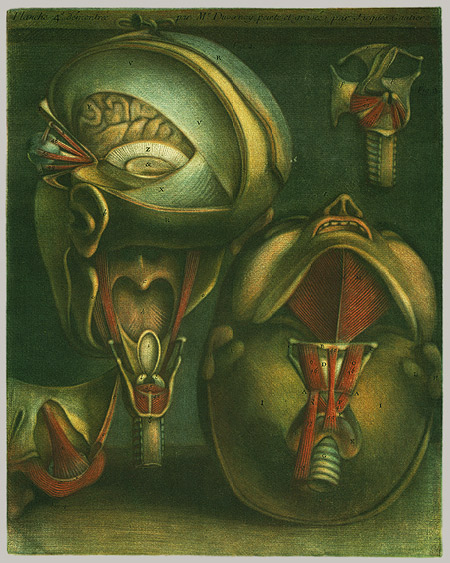
Planche montrant les muscles de la tête, par Jacques Gautier d'Agoty, parue en 1747 dans la Myologie complete en couleur et grandeur naturelle avec des textes de Joseph-Guichard Duverney.

Jacques Fabien Gautier d'Agoty, dit d'Agoty le Père, né à Marseille le 6 septembre 1711 et mort à Paris le 25 janvier 1786, est un peintre, naturaliste et graveur d'anatomie français.

## Biographie
Jacques-Fabien Gautier d'Agoty est élève du peintre et graveur d'origine allemande Jacob Christoph Le Blon. Ce dernier est l'inventeur d'un procédé de gravure et d'impression en manière noire, la trichromie, qui incorpore pour la première fois des couleurs : cyan, magenta et jaune. Pour le même dessin, trois plaques de cuivre sont gravées. Elles portent chacune un fragment différent du dessin en fonction de la couleur souhaitée. Ces plaques de cuivre sont gravées selon la technique de gravure en creux : la manière noire. Chaque planche est ensuite encrée d'une des trois couleurs fondamentales. Elles sont imprimées successivement sur la même feuille de papier grâce à des marques de repérages très précises. Le jeu de superposition des couleurs permet d'obtenir un éventail chromatique large. Jacques-Fabien Gautier d'Agoty ne travaille seulement que six semaines dans l'atelier de son maître, considérant qu'il était sous-payé.
Après la mort de Jacob Christoph Le Blon, ses différents élèves et associés se disputent son invention. Toutefois, c'est Gautier d'Agoty qui exploite véritablement le procédé et le perfectionne en ajoutant une quatrième plaque de noir pour créer le modelé du dessin et faire ressortir les ombres. En effet, le noir n'était pas employé par Le Blon : il avait peur de ternir ses œuvres. Cela rendait ses travaux délicats. L'ajout d'une quatrième plaque de noir permet à Gautier d'Agoty de rentabiliser la découverte de Le Blon. La trichromie nécessitait une dose pleine de chaque couleur. Or, la quadrichromie (ou tétrachromie) a seulement besoin d'une demi dose de cyan, de magenta et de jaune puisqu'elles sont ajoutées au demi-ton de noir de la plaque de base. De plus, c'est un gain de temps pour les graveurs. Les encres sèchent plus vite car les couches d'encres sont moins épaisses. Mais, l'ajout de cette plaque de noir a un inconvénient, celui que redoutait Jacob Christoph Le Blon. Les rapports des trois couleurs fondamentales étant modifiés, l'éventail chromatique est considérablement réduit.
Jacques-Fabien Gautier d'Agoty se prétend l'inventeur du procédé de gravure et d'impression en couleurs dans ses différents ouvrages, ce qui est tout à fait discutable. Il dit ainsi dans sa Myologie complete en couleur et grandeur naturelle (1747) : « Ce ne sont point des estampes anciennes enluminés, qu’on donne aujourd’hui au public, ce sont des pièces originales représentant la nature même, d’après laquelle elles ont été tirés par le secours du nouvel art d’imprimer les tableaux, porté par le Sieur Gautier à son plus haut point de perfection […] ». Or, il a amélioré le procédé de son maître mais ne l'a pas inventé.
Membre de l'Académie des sciences de Dijon, il s'associe avec le médecin et anatomiste Joseph-Guichard Duverney pour produire des albums de planches anatomiques. À la mort de Joseph-Guichard Du Verney, il s'associe avec le médecin et anatomiste Pierre Tarin. Ces anatomistes réalistes quelques-unes des dissections qui servent de modèles à Gautier d'Agoty. Par la suite, Gautier d'Agoty se charge lui-même de la majorité des préparations anatomiques. Cela lui permet de signer ses planches en tant que démonstrateur, peintre et graveur. Ses planches anatomiques bénéficient d'un grand succès de curiosité : "les muscles; les tendons et les veines des préparations se  détachent avec une horrible précision dans les cinq planches de l’Essai d'anatomie". Elles sont vernies afin de masquer les encoches du berceau. Cela leur donne un aspect de peinture à l'huile. Toutefois, le vernis vieillit parfois mal : il jaunit et craquèle.
Il a cinq fils, tous artistes Jean-Baptiste André, Honoré-Louis, Jean-Fabien, Édouard (dont le fils Pierre-Édouard Dagoty deviendra aussi artiste), et Arnauld-Éloi ; il s'associe avec Jean-Baptiste André pour produire une Galerie française et une Galerie universelle de portraits d'hommes et de femmes célèbres, dont seules les premières livraisons parurent en 1770 et 1772.

## Publications

### Ouvrages illustrés
- Myologie complete en couleur et grandeur naturelle, composée de l'Essai et de la Suite de l'Essai d'anatomie en tableaux imprimés, avec Joseph-Guichard Duverney (1746) Texte en ligne
- Anatomie de la tête en tableaux imprimés qui représentent au naturel le cerveau sous différentes coupes, la distribution des vaisseaux dans toutes les parties de la tête, les organes des sens & une partie de la névrologie (1748)[9]
- Lettres concernant le nouvel art de graver et d'imprimer les tableaux (1749)
- Observations sur la peinture et les tableaux anciens et modernes (1753). Réédition : Minkoff Reprint, Genève, 1972
- Anatomie générale des viscères et de la névrologie, angéologie et ostéologie du corps humain (1754)
- Cartes en Couleur des lieux sujets aux tremblements de terre dans toutes les parties du monde selon le sisteme de l'impulsion solaire (1756)
- Exposition anatomique de la structure du corps humain, en vingt planches imprimées avec leur couleur naturelle, pour servir de supplément à celles qu'on a déjà données au public, selon le nouvel art, dont M. Gautier est inventeur, avec Joseph-Guichard Duverney (1759)
- Collection des plantes usuelles, curieuses et étrangères, selon les systèmes de MM. Tournefort et Linnaeus, tirées du Jardin du roi et imprimées en couleur (1767) [lire en ligne]
- Anatomie des parties de la génération de l'homme et de la femme, représentées avec leurs couleurs naturelles, jointe à l'angéologie de tout le corps humain, et à ce qui concerne la grossesse et les accouchemens (1773)
- Exposition anatomique des maux vénériens, sur les parties de l'homme et de la femme, et les remèdes les plus usités dans ces sortes de maladies (1773)
- Exposition anatomique des organes des sens, jointe à la névrologie entière du corps humain, et conjectures sur l'électricité animale et le siège de l'âme (1775)
- Plantes purgatives d'usage, tirées du Jardin du roi et de celui de MM. les apothicaires de Paris, auxquelles on joint, à la dissection de leur fleur et de leur fruit, le Species plantarum Linnei pour connoître les variétés de leur genre, les synonymes et le lieu de leur naissance (1776)

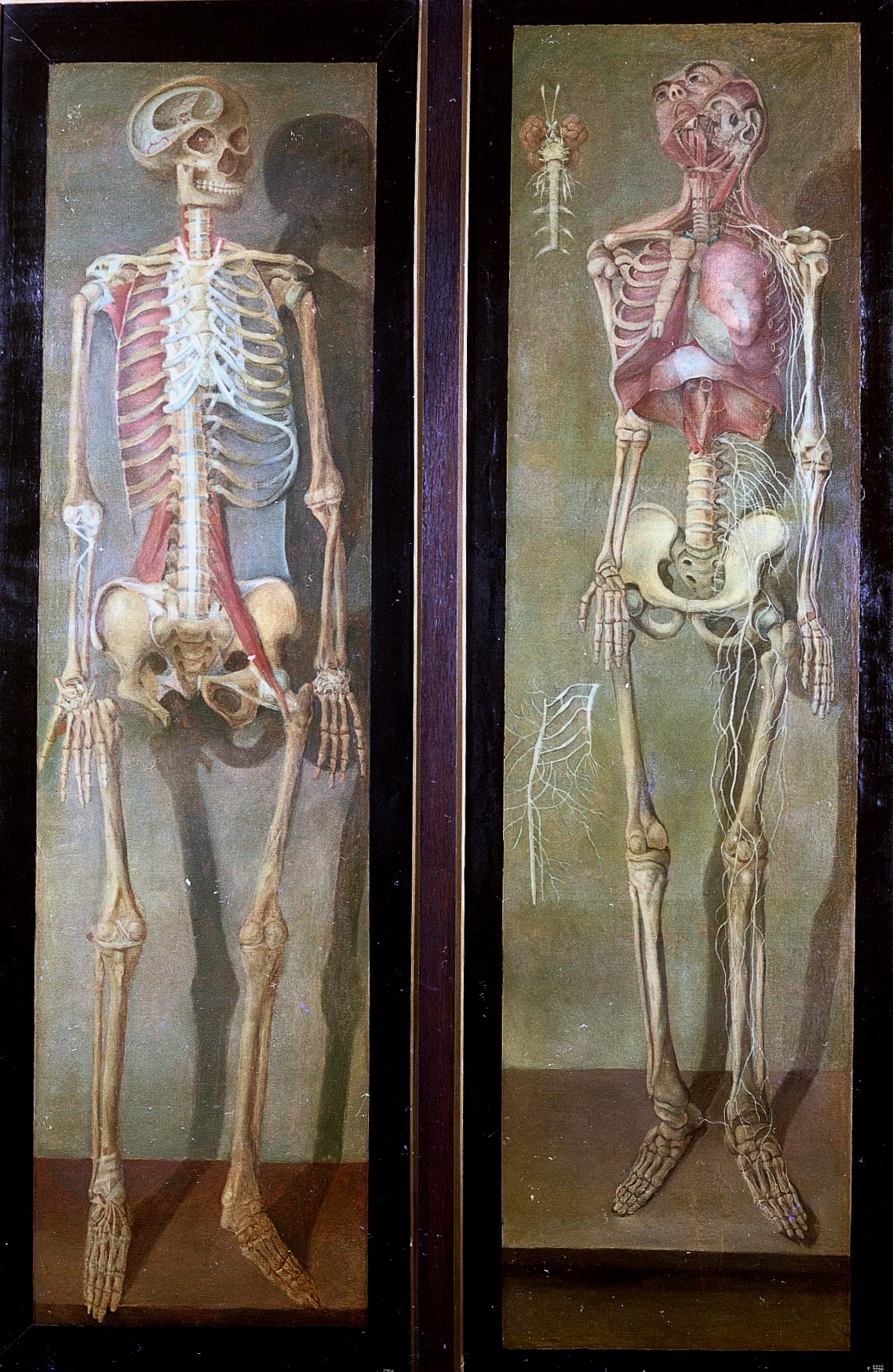
Squelettes, homme et femme
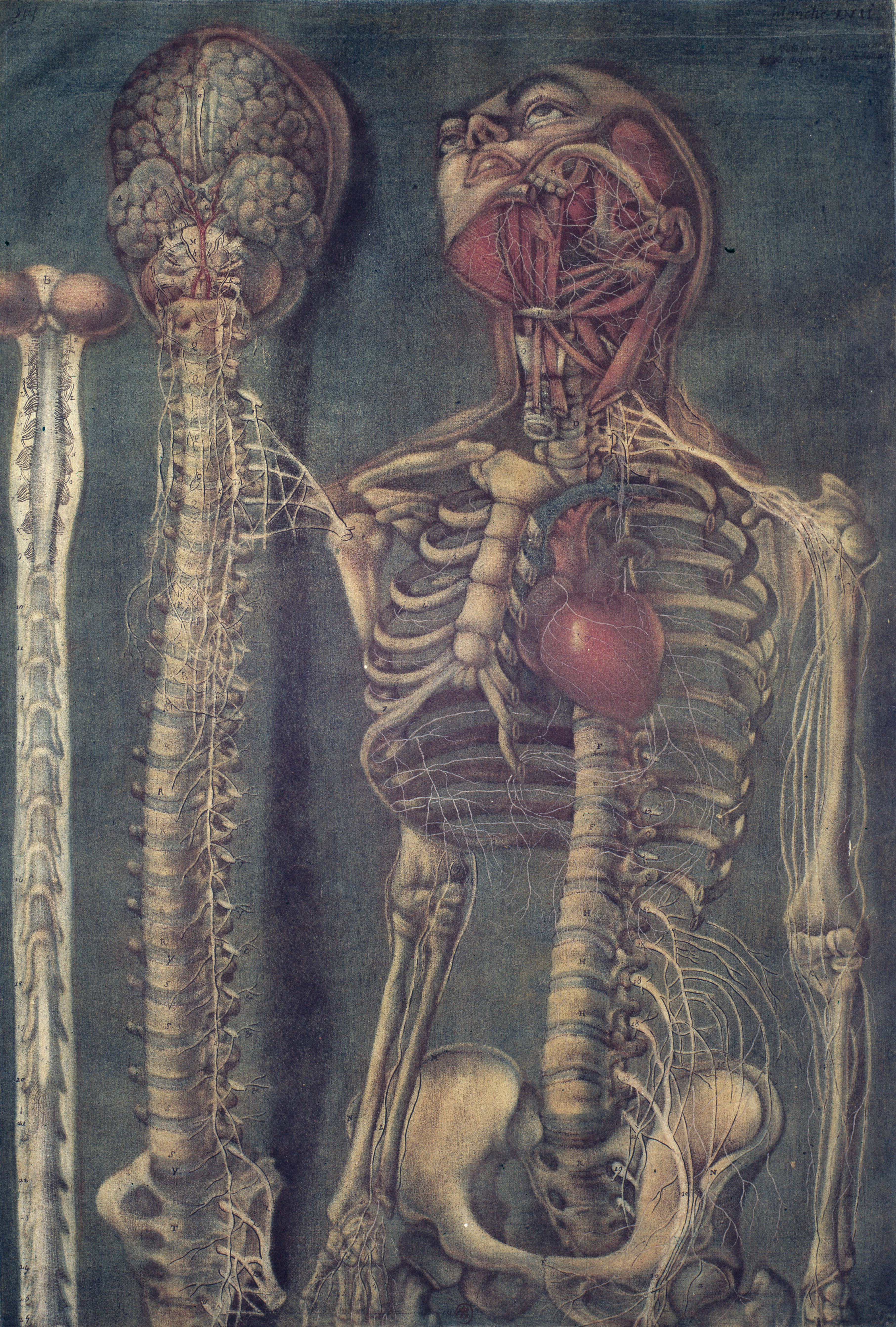
Structure du corps humain
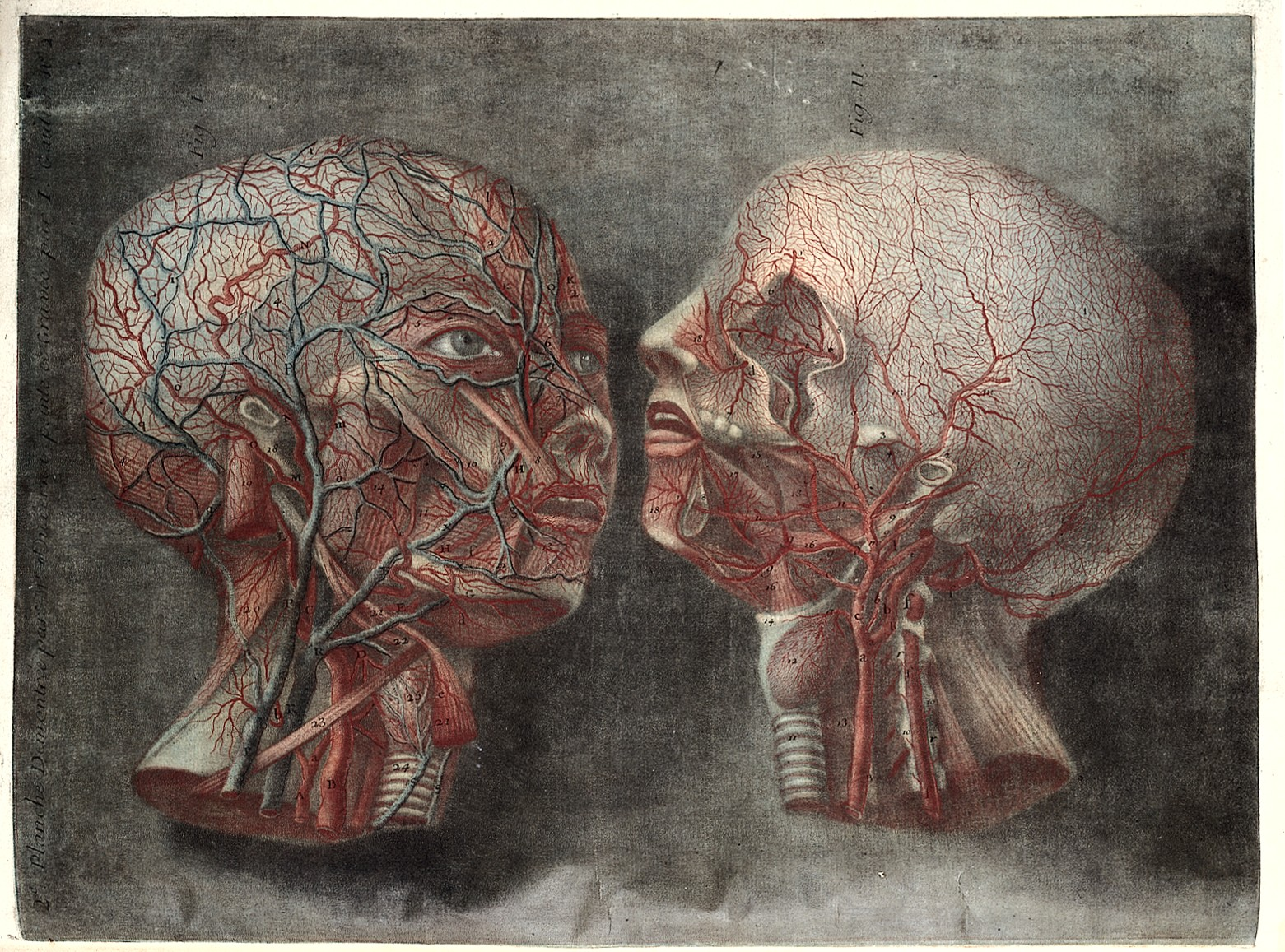
Anatomie de la tête, 1748
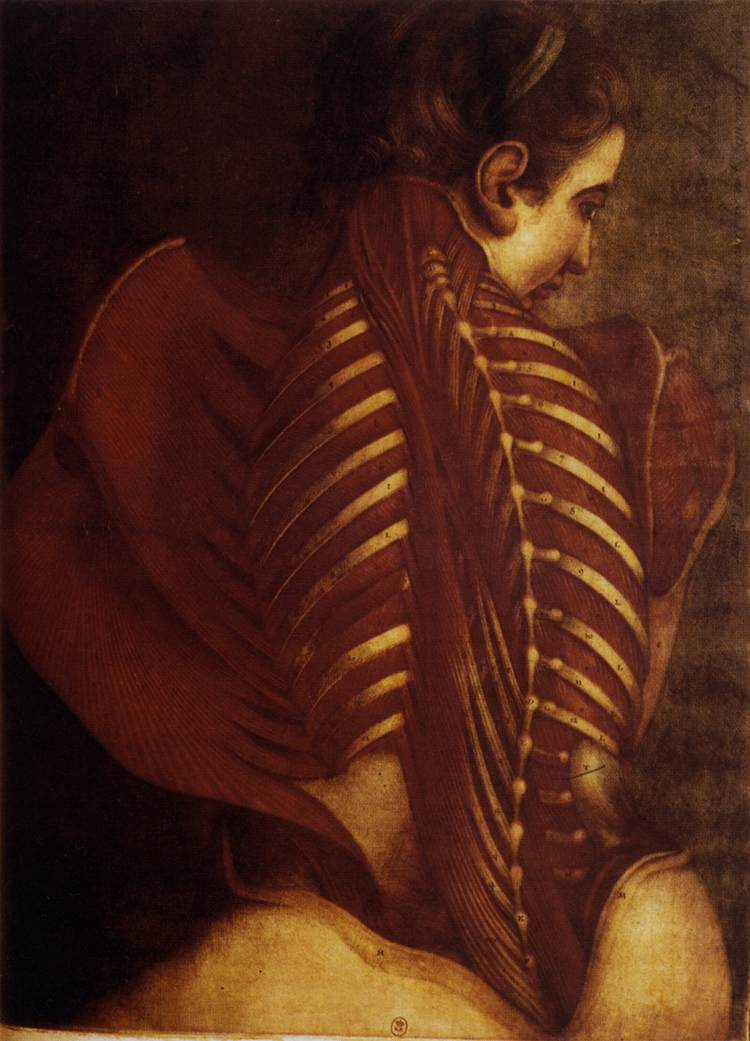
Dos de femme, surnommé "L'ange anatomique" par les surréalistes, 1746
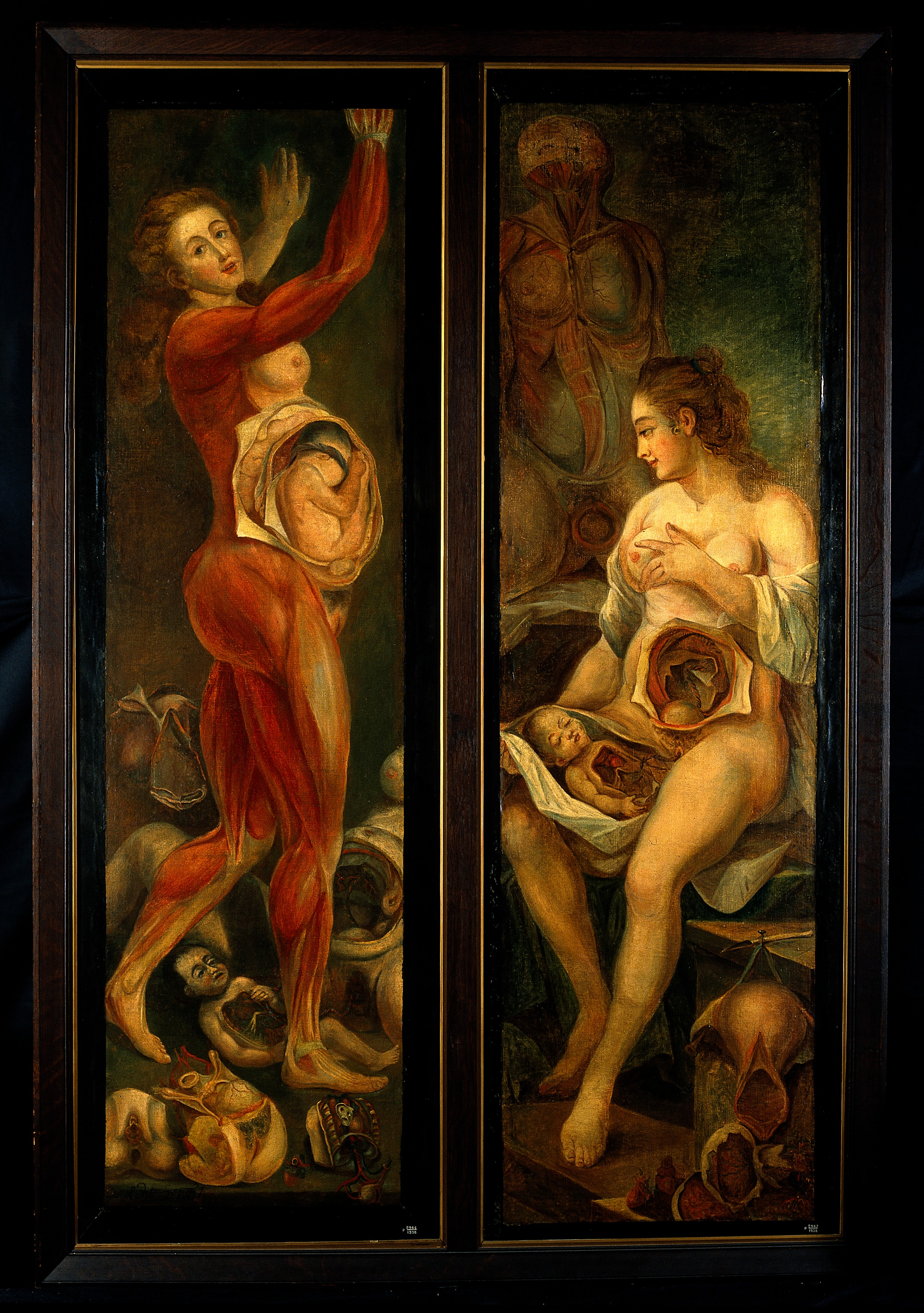
Femme enceinte

### Opuscules
- Chroa-génésie ou génération des couleurs, contre le système de Newton, par Gautier, dont la dissertation a été lue à l'assemblée de l'Académie des sciences, à Paris, le 22 novembre et 26 du même mois 1749 (1749)
- Zôosgénésie, ou Génération de l'homme et des animaux (1750)
- Réfutation de la défense des Newtoniens (1752)
- Lettre à l'auteur du Mercure, sur l'invention et l'utilité de l'art d'imprimer les tableaux (1756)
- Seconde lettre à l'auteur du Mercure sur l'invention et l'utilité de l'art d'imprimer les tableaux (s. d.)
- Conjectures sur la génération, contre les oviparistes et les vermiculistes (s. d.)